# Campeonato Sudamericano de Clubes Campeones 1982
El Campeonato Sudamericano de Clubes Campeones 1982 fue la vigésima edición de lo que era el torneo más importante de clubes de baloncesto en Sudamérica.
Fue realizado en Buenos Aires y Montevideo.
El título de esta edición fue ganado por el Club Ferro Carril Oeste (Argentina).

## Equipos participantes
| País              | Equipo                                   |
| ----------------- | ---------------------------------------- |
| Argentina 2 cupos | Club Ferro Carril Oeste Obras Sanitarias |
| Bolivia 1 cupo    | Nonis                                    |
| Brasil 1 cupo     | Franca                                   |
| Paraguay 1 cupo   | Olimpia                                  |
| Uruguay 1 cupo    | Club Atlético Bohemios                   |
| Venezuela 1 cupo  | Guaiqueríes                              |